# Chiers
De Chiers (Luxemburgs: Kuer, Duits: Korn, Kor) is een rivier van het Maasbekken.
Ze ontspringt in de zuidwestelijke hoek van Luxemburg. De dorpjes Oberkorn en Niederkorn in de gemeente Differdange zijn naar de rivier genoemd. Het is het enige stukje van het Groothertogdom dat niet tot het stroomgebied van de Moezel behoort.
De Chiers loopt vervolgens heel even door Athus, in de zuidoostelijke hoek van de Belgische provincie Luxemburg, en stroomt dan verder door de Franse departementen Meurthe-et-Moselle en Meuse. Nadat ze Longwy en Longuyon gepasseerd is, vormt ze opnieuw even de Frans-Belgische grens bij Torgny nabij Virton. Vervolgens loopt ze door Montmédy en Carignan in het departement Ardennes en mondt ze even voor de stad Sedan uit in de Maas bij Remilly-Aillicourt.
De rivier is 112 km lang.

## Zijrivieren
- De Messancy
- De Crusnes
- De Ton
- De Othain
- De Chabot
- De Thonne
- De Loison
- De Marche
- De Aulnois

## Maginotlinie
Als grensrivier kreeg de Chiers en zijn vallei ook een aandeel in de uitwerking van de Maginotlinie. In de vallei en de heuveltoppen die er op uitkijken liggen talrijke bunkers en verdedigingswerken (o.a. Velosnes en La Ferté-sur-Chiers), op de rivier zelf werd even voor Montmédy een afdamming gebouwd die door het ophouden van het water zou toelaten de vallei tussen Montmédy tot Ēcouviez en Vélosnes onder water te zetten en zo de vijand te stoppen. De afdamming bestond uit een aantal betonnen pijlers waartussen damplaten konden worden neergelaten. Het systeem werd nooit gebruikt, de pijlers zijn nog steeds aanwezig.

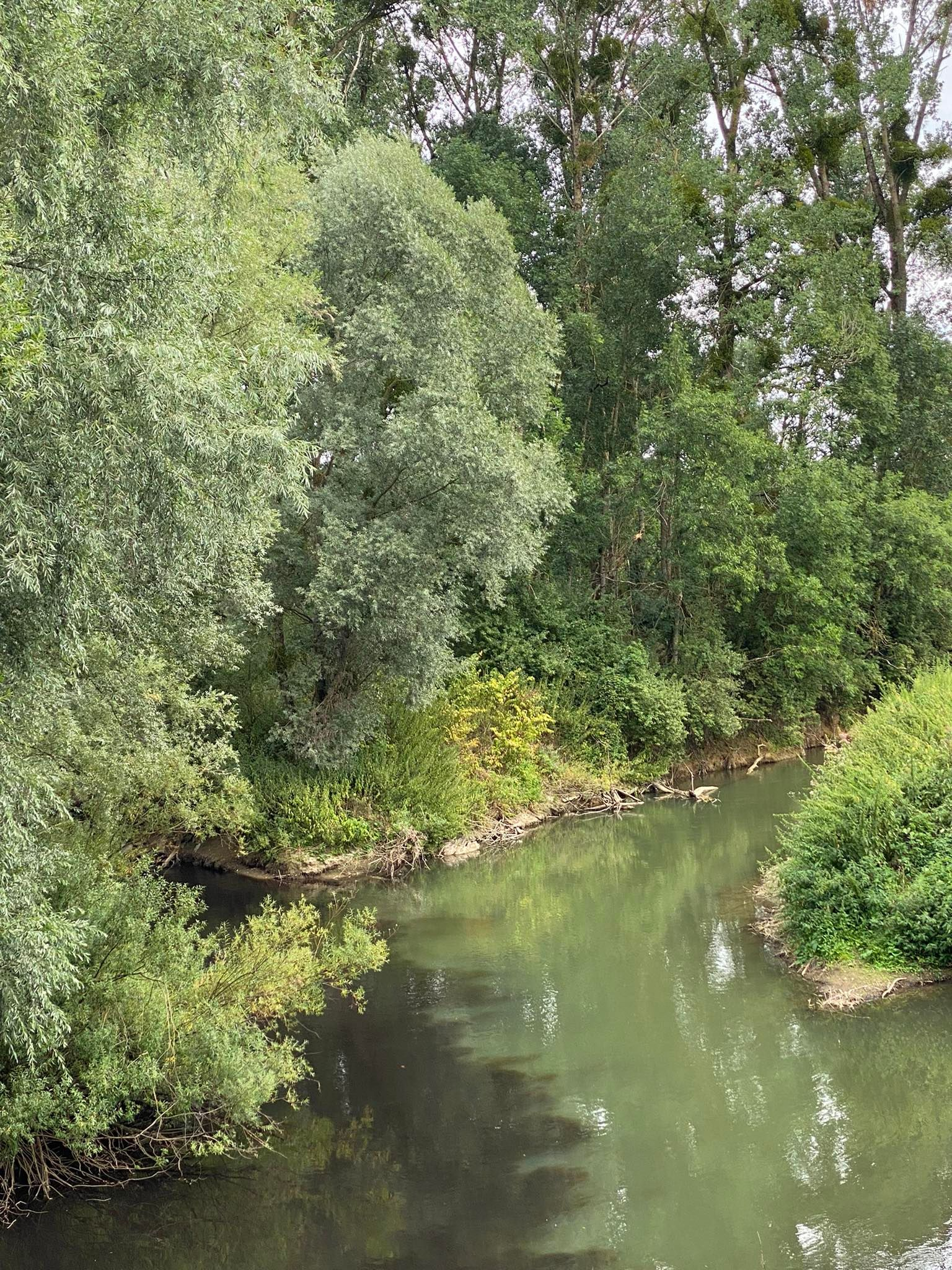
De monding van de Ton (links) in de Chiers (rechts) te Ėcouviez/Lamorteau

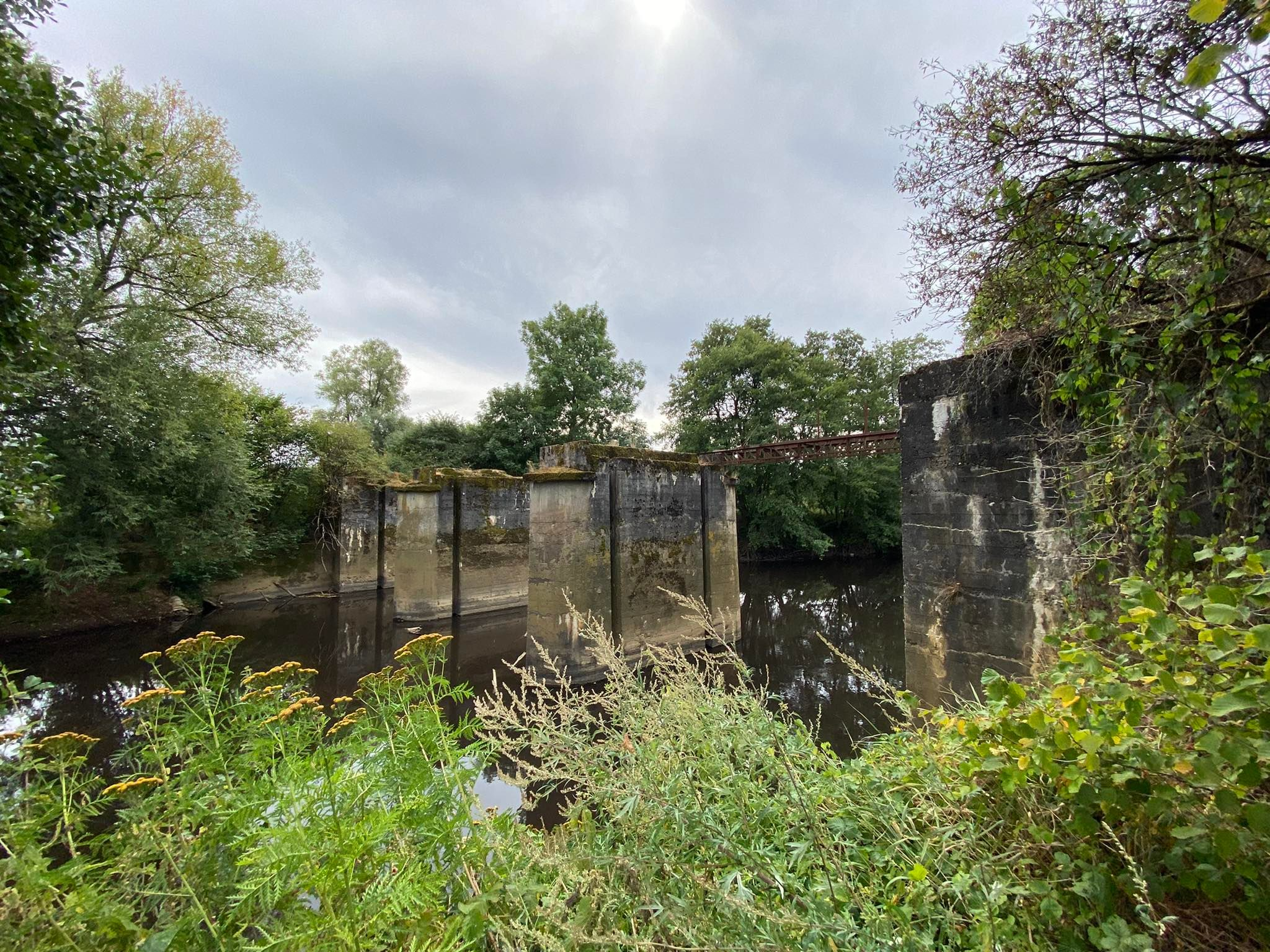
Pijlers van de dam in de Chiers te Montmédy, onderdeel van de Maginot linie